# Majjhima-Nikaya
Die Majjhima Nikaya („Sammlung der mittellangen Abhandlungen“, Kürzel MN, auch Mittlere Sammlung) ist die zweite der fünf Nikayas („Sammlungen“), aus denen die Suttapitaka besteht. Der Name bezieht sich auf die relative Länge der enthaltenen Sutten (Lehrreden), die im Vergleich zu denen der "längeren Sammlung" Digha-Nikaya und der "kürzeren Sammlung" Khuddaka-Nikaya meist mittellang sind.
Die einzige vollständige Übersetzung des Pali-Urtexts ins Deutsche stammt noch immer von Karl Eugen Neumann und entstand zwischen 1896 und 1902. Diese Übersetzung wird heute teilweise als fehlerhaft und antiquiert angesehen. Auf Anregung von Ayya Khema entstand in jüngerer Zeit eine komplette Neuübersetzung von Kay Zumwinkel (jetzt Mettiko Bhikkhu). Diese Übersetzung bemüht sich um eine zeitgemäßere Sprache und genauere Übertragung der Begriffe, stützt sich aber hauptsächlich auf die Übersetzung des Pali-Textes ins Englische von Bhikkhu Nanamoli und Bhikkhu Bodhi unter Heranziehung der Pali-Version.
Die Mittlere Sammlung beinhaltet insgesamt 152 Sutten, die in drei "Fünfzigergruppen" (Pannasa) zu je 50 bzw. einmal 52 Sutten aufgeteilt sind, die sich wiederum in Kapitel mit jeweils zehn bzw. einmal – im vorletzten Kapitel – mit zwölf Sutten thematisch unterteilen.
Die Sutten bilden keinen aufeinander aufbauenden Zusammenhang, sondern stehen selbständig nebeneinander. In der Mittleren Sammlung ist im Kern bereits die vollständige Lehre Buddhas enthalten.

## Inhalt
1. Teil: Buch der Urart (Wurzeldarlegung)
1. Wurzeldarlegung – Mūlapariyāya Sutta
Ort der Handlung: Subhaga-Hain bei Ukkattha 

Personen der Handlung: Buddha, Bhikkhus 

Inhalt: Der Buddha klärt seine Zuhörer darüber auf, dass nur ein unbelehrter Mensch, der die Lehre des Buddha nicht kennt, die Welt um sich herum wahrnimmt, über sie nachdenkt, sie als sein Eigentum betrachtet und an ihr Gefallen findet. Ein Bhikkhu, der nach Erlösung strebt, soll jedoch nicht soviel an die Dinge um sich herum denken und nicht glauben, sie gehören ihm, und daran Gefallen finden. Ein Erleuchteter hat alle Anhaftungen abgelegt und ist durch sein Wissen erlöst. Seine Gedanken weilen nicht mehr bei den Dingen, die er um sich herum wahrnimmt; er misst ihnen keine Bedeutung mehr bei.
2. Alle Anwandlungen – Sabbāsava Sutta
Ort der Handlung: Anathapindikas Bhikkhuhain in Jetahain bei Savatthi. 

Personen der Handlung: Buddha, Bhikkhus 

Inhalt: Der Buddha klärt seine Zuhörer darüber auf, wie mit unheilsamen Anwandlungen umzugehen ist, um sie zu beseitigen: entweder mit Einsicht, Selbstbeherrschung, richtigem Umgang, Geduld, durch Meiden, Vertreiben, Alleinsein, Leidenschaftslosigkeit und Entsagung.
3. Erben im Dhamma – Dhammadāyāda Sutta
Ort der Handlung: Anathapindikas Bhikkhuhain in Jetahain bei Savatthi. 

Personen der Handlung: Buddha, Bhikkhus, Sariputta (Mönch) 

Inhalt: Das Sutta ist zweiteilig. Im ersten Teil wird vom Buddha gesagt, dass es nicht falsch ist, die Vorteile und Unterstützung der Mönchsgemeinschaft zu nutzen, aber dass ihm die lieber sind, die wirklich nur in der Mönchsgemeinschaft sind, um Erlösung zu erlangen und selbständig zu sein. Im zweiten Teil spricht Savatthi zu den Mönchen und erklärt, welches Verhalten einem Mönch geziemt und zählt den Achtfachen Pfad auf.
4. Angst und Grauen – Bhayabherava Sutta
Ort der Handlung: Anathapindikas Bhikkhuhain in Jetahain bei Savatthi. 

Personen der Handlung: Buddha, Janussoni (Brahmane) 

Inhalt: Der Buddha erläutert, wie man ohne Angst und Grauen an einsamen Plätzen im Wald verweilt. Voraussetzung für einen angenehmen Aufenthalt dort ist unter anderem ethisches Verhalten und das Überwinden der geistigen Hindernisse. Der Buddha berichtet, wie er vor seiner Erleuchtung mit Angst und Grauen umgegangen ist und erläutert die vier Rupa-Jhanas sowie die drei Arten von Wissen.
5. Untadelig – Anangana Sutta
Ort der Handlung: Anathapindikas Bhikkhuhain in Jetahain bei Savatthi. 

Personen der Handlung: Buddha, Sariputta (Mönch), Bhikkhus 

Inhalt: Schuld und Unschuld.
1. Abschnitt: Es ist in jedem Fall besser, sich seiner Schuld bzw. Unschuld bewusst zu sein, weil man dadurch vor Gier, Hass und Verblendung (Irrglauben) gefeit ist.
2. Abschnitt: Was ist Schuld? „Böse verderbliche Sinnesrichtungen“. Das sind zum einen „Erbitterung und Missvergnügen“, die jemand spürt, wenn sein Vergehen öffentlich gemacht wird, zum anderen der Neid, der entsteht, wenn jemand anders etwas erhält, was man selbst gern gehabt hätte.
6. Wunsch um Wünsche – Akankheyya Sutta
Ort der Handlung: Anathapindikas Bhikkhuhain in Jetahain bei Savatthi. 

Personen der Handlung: Buddha, Bhikkhus 

Inhalt: Buddha zählt eine Reihe von Wünschen auf, die typisch für seine Schüler sind. Er rät ihnen stets: „dann sollt ihr nur vollkommene Tugend üben, innige Geistesruhe erkämpfen, der Schauung nicht widerstreben, durchdringenden Blick gewinnen, ein Freund leerer Klausen sein“, das heißt, sich in Sittlichkeit und Meditation zu üben.
7. Gleichnis vom Kleid – Vatthupama Sutta
Ort der Handlung: Anathapindikas Bhikkhuhain in Jetahain bei Savatthi. 

Personen der Handlung: Buddha, Bhikkhus, Brahmane Sundariko Bharadvajo 

Inhalt: Der Erhabene legt das Gleichnis vom Kleide aus. Nur ein Kleid, das sauber und frei von Flecken ist, kann man erfolgreich färben, weil sich hier die Farbe ungestört an den Stoff binden kann. So sollen auch die Mönche sich erst von den „Trübungen des Herzens“ wie Selbstsucht, Hass, Zorn, Bosheit etc. freimachen, um danach offen zu sein für die Wahrheit.
8. Loslösung – Sallekha Sutta
Ort der Handlung: Anathapindikas Bhikkhuhain in Jetahain bei Savatthi. 

Personen der Handlung: Buddha, Mahacunda (Mönch) 

Inhalt: In der Meditation kann der Mönch wohl „sichtbares Wohl“ oder „selige Ruhe“ erlangen, das ist aber noch nicht gleichbedeutend mit der Loslösung („Ledigung“) aus dem Kreis von Werden und Vergehen! Er muss vielmehr durch „Herzensentschluss“ seinem ganzen Leben in Denken, Wollen und Taten eine neue Ausrichtung geben.
9. Rechte Einsicht – Sammaditthi Sutta
Ort der Handlung: Anathapindikas Bhikkhuhain in Jetahain bei Savatthi. 

Personen der Handlung: Sariputta (Mönch), Bhikkhus 

Inhalt: Sariputta erläutert den Mönchen, wie man zur rechten Erkenntnis gelangt. Eine Möglichkeit ist die Erkenntnis von Gut und Böse. Auf Nachfragen der Mönche nennt er noch 15 Faktoren (Nahrung, Leiden, Altern und Sterben, Geburt, Werden, Anhangen, Durst, Gefühl, Berührung, das sechsfache Reich, Bild und Begriff, Bewusstsein, Unterscheidung, Nichtwissen und Wahn). Eine rechte Erkenntnis erkennt den Faktor, also z. B. das Leiden, die Entstehung und Entwicklung des Faktors, seine Auflösung und den zu seiner Auflösung führenden (achtfachen) Pfad.
10. Achtsamkeitsübung – Satipatthana Sutta
Ort der Handlung: Bei dem Dorf Kammasadhamma im Land der Kurus 

Personen der Handlung: Buddha, Bhikkhus 

Inhalt:Erlöschung kann erreicht werden, indem auf Körper, Gefühl, Gemüt und die Erscheinungen aufmerksam gewacht wird. Hierzu gibt der Erhabene eine Fülle von Hinweisen, wobei alles stets achtsam und ohne Ablenkung wahrzunehmen ist:
- der Körper: Atmen, Stellung der Gliedmaßen, Bewegungen, Essen, Ausscheidungen, Organe, Physiologie, Vergänglichkeit durch Veranschaulichung einer Leiche.
- die Gefühle.
- das Gemüt (Bewusstsein): Wollen, Hassen, Begehren.
- die Erscheinungen.
2. Teil: Buch des Löwenrufs (Löwengebrüll)
(enthält die Sutten MN 11 bis MN 20)
11. Der Löwenruf
Inhalt: Der Buddha erläutert, wie man seine Lehre von den Lehren anderer Asketen unterscheiden kann. Auch sie erklären zwar das Anhaften, aber niemals unter Rückgriff auf den Hang zur Selbstbehauptung. Das Anhaften an die Welt hat seine Ursache letztlich im Nichtwissen vermittelt über den Durst, das Gefühl, Wahrnehmung, Begriffe und unterscheidendes Denken.
12. Die Rede des Haarsträubens
Inhalt: Sunakkhato klagt den Erhabenen an, seine grüblerisch, vernagelte Lehre sei nur Lug und Trug. Der Erhabene legitimiert sich durch eine große Anzahl von Fertigkeiten und Erfahrungen. Die 10 Tugenden, 4 Arten der Zuversicht und 8 Versammlungen von Göttern und Menschen legitimieren ihn dazu, seinen Löwenruf (der Lehre) unter den Menschen erschallen zu lassen. Er besitzt die Fähigkeiten, den Lebensweg eines Menschen klar zu erkennen und seine Zukunft (5 Fährten) vorherzusagen.
In vierfacher Askese geübt, hat er alle diese Wege ausprobiert und erkannt, dass sie nicht zum Erlöschen führen.
3. Teil: Buch der Gleichnisse
(enthält die Sutten MN 21 bis MN 30)
4. Teil: Erstes Buch der (großen) Paare
(enthält die Sutten MN 31 bis MN 40)
5. Teil: Zweites Buch der (kleinen) Paare
(enthält die Sutten MN 41 bis MN 50)
6. Teil: Buch der Hausväter (Hausherren) – Gemeint sind mit „Hausväter“ oder „Hausherren“ (in erster Linie) Männer, die sich entschieden haben, ihre Familie nicht für das Mönchsleben aufzugeben. Dass man trotzdem zu tiefer Einsicht gelangen kann, sollen die Lehrgespräche in diesem Buch zeigen.
51. Kandaraka
Ort der Handlung: Lotusteich Gaggara bei Campa 

Personen der Handlung: Buddha, große Zahl Bhikkhus, Pessa (Elefantenreiter), Kandaraks (Mönch)
Inhalt: Der Buddha nennt Pessa die vier Arten von Menschen. Die einen quälen sich selbst, die zweiten quälen andere, die dritten quälen sich selbst und andere, die vierten quälen weder sich selbst noch andere. Auf Nachfrage des Buddhas sagt Pessa, dass ihm die vierte Gruppe am besten gefällt und begründet dies. Nachdem Pessa gegangen ist, erörtert Buddha den Bhikkhus ausführlich noch einmal die vier Gruppen anhand von Beispielen.
52. Der Bürger von Atthakam
Ort der Handlung: Beluvagama in der Nähe von Vesali
Personen der Handlung: Ananda, Dasama (Hausherr)
Inhalt: Ananda wird von Dasama gefragt, ob der Buddha nicht eine einzelne Übung lehre, die alleine schon zur Nichtwiederkehr oder zur Erleuchtung führe. Ananda stimmt zu und zählt elf Übungen auf: Die vier Rupa-Jhanas, die vier Brahmaviharas, die ersten drei Arupa-Jhanas, sowie der Kontemplation ihrer jeweiligen Vergänglichkeit.
53. Der Strebende
Ort der Handlung: Feigenhain bei Kapilavatthu im Land der Sakyer.

Personen der Handlung: Buddha, Sakyer, Bhikkhus, Ananda, Mahanama (Oberhaupt der Sakyer)
Inhalt: Anlässlich der Eröffnung eines Rathauses hält der Buddha eine lange, erbauende, lehrreiche Rede. Dann bittet er Ananda, fortzufahren. Dieser erläutert, was einen guten Mönch auszeichnet und was er (in diesen Leben noch) erreichen kann.
54. Potaliya
Ort der Handlung: Im Land der Anguttarapa bei dem Städtchen Apana.

Personen der Handlung: Buddha, Potaliya 

Inhalt: Anhand sehr lebendiger Beispiele erklärt Buddha dem Potaliya, warum sein Leben nicht weltabgewandt ist und was wahre Loslösung von Geschäftigsein ist. Nach anfänglicher Verärgerung pflichtet Potaliya dem Buddha bei und bekennt sich zu seiner Lehre durch die dreifache Zufluchtnahme (zum Buddha, zur Lehre und zur Gemeinde).
55. Jivaka
Ort der Handlung: Mangohain des Jivaka bei Rajagaha.

Personen der Handlung: Buddha, Jivaka (Kinderarzt) 

Inhalt: Buddha erklärt Jivaka, dass es eine Verleumdung ist, wenn behauptet wird, dass für ihn oder seine Jünger zur Speisenzubereitung Lebewesen getötet werden. Er erklärt, warum es fünffaches schweres Unrecht bedeutet, wenn jemand für Buddha und seine Mönche Tiere tötet: 1.) weil er befiehlt, das Tier herbeizuführen, 2.) weil das Tier, während es zitternd herbeigeführt wird, Schmerz und Qual erduldet, 3.) weil er befiehlt, das Tier zu töten, 4.) weil das Tier, während es getötet wird, Schmerz und Qual erduldet, 5.) weil er den Buddha und seine Mönchen in unangemessener Weise behandelt.
56. Upali
Ort der Handlung: Pavarika-Mangohain bei Nalanda.

Personen der Handlung: Buddha, Dighatapassi (Jiji-Mönch), Nataputta (Jiji-Mönch), Upali und andere Laien
Inhalt: Am Beginn steht ein Gespräch zwischen Buddha und Dighatapassi, ob schlechte Gedanken, schlechtes Reden und schlechtes Handeln gleich schlimm sind oder ob es Unterschiede gibt und wenn ja, welche. Dieses Gespräch gibt er Nataputta, Upali und anderen Laien gegenüber wieder. In selbstgefälliger Überschätzung – und gegen den Rat von Dighatapassi – lässt er Upali zum Buddha gehen um ihm in ein Streitgespräch zu verwickeln. Im Gespräch mit Upali überzeugt ihn der Buddha von seinen Ansichten, und Upali spricht die Formel der dreifachen Zuflucht. Es folgt noch eine Belehrung des Upali über sein (künftiges) Verhalten den Jiji-Mönchen gegenüber, das Spenden, die Sittlichkeit (Silas), den Himmel, das Nachteilige usw. Als Nataputta von der Bekehrung des Upali hört, geht er zu ihm und stellt ihn zur Rede. Upali ist voller Lob für den Buddha, was Nataputta nicht ertragen kann und einen Blutsturz erleidet.
57. Der Hundelehrling
58. Abhayo der Königsohn
59. Viel der Gefühle
60. Fraglosigkeit
7. Teil: Buch der Mönche (Bhikkhus)
(enthält die Sutten MN 61 bis MN 70)
8. Teil: Buch der Pilger (Wandermönche)
(enthält die Sutten MN 71 bis MN 80)
9. Teil: Buch der Könige
(enthält die Sutten MN 81 bis MN 90)
10. Teil: Buch der Priester (Brahmanen)
(enthält die Sutten MN 91 bis MN 100)
11. Teil: Buch der Götterlache (Die Späteren Fünfzig)
(enthält die Sutten MN 101 bis MN 110)
12. Teil: Buch der Reihe (Eins nach dem Anderen)
(enthält die Sutten MN 111 bis MN 120)
13. Teil: Buch der Armut (Leerheit)
(enthält die Sutten MN 121 bis MN 130)
14. Teil: Buch der Abzeichen (Unterscheidungen)
(enthält die Sutten MN 131 bis MN 142)
15. Teil: Buch der sechsfachen Gebiete (Die Sechs Sinne)
(enthält die Sutten MN 143 bis MN 152)

## Deutschsprachige Ausgaben
- Karl Eugen Neumann (Übers.): Die Reden Gotamo Buddhos. aus der mittleren Sammlung Majjhimanikayo des Pali-Kanons. 3 Bände, R. Piper, München 1922. (Bd.1, Bd.2, Bd.3)
- Karl Eugen Neumann (Übers.): Die Reden des Buddha. Mittlere Sammlung. Stammbach: Beyerlein-Steinschulte 1995. ISBN 978-3-931095-00-0 (= ISBN 3-931095-00-2)
- Kurt Schmidt (Übers.): Buddhas Reden. Reinbek bei Hamburg: Rowohlt 1961. ISBN 3-921508-33-9. Jetzt: Leimen: Kristkeitz, Werner 2003. ISBN 978-3-932337-33-8 (Teilübersetzung, enthält nur 101 Sutten)
- Mettiko Bhikkhu alias Kay Zumwinkel (Übers.): Majjhima Nikaya. Die Reden des Buddha aus der Mittleren Sammlung. Uttenbühl: Jhana 2. Auflage 2012. ISBN 978-3-931274-13-9 (= ISBN 3-931274-13-6)